# 博克斯福德 (麻薩諸塞州)
博克斯福德（英語：Boxford）是一個位於美國麻薩諸塞州艾塞克斯縣的鎮。

## 人口
根據2020年美國人口普查的數據，博克斯福德的面積為63.20平方千米，當中陸地面積為61.00平方千米，而水域面積為2.20平方千米。當地共有人口8203人，而人口密度為每平方千米130人。